# Kovács István (orvos)
Kovács István (Siter, 1830. december 10. – Budapest, 1894. június 30.) orvosdoktor, megyei főorvos.

## Élete
Siterben született, ahol apja Kovács László református lelkész volt. Tanult Nagyváradon és Debrecenben, ahol teologiát is végzett. Az 1848-49. évi szabadságharcot Bem József és Kis Sándor táborában mint tüzér küzdötte végig. Az orvosi tudományokat a pesti egyetemen hallgatta, ahol 1857-ben orvosi oklevelet nyert. Mint tanár működött Gönczy Pál nevelőintézetében, ahol 1852-től 1859-ig a latin és görög nyelvet és számtant, később a pesti evangélikus gimnáziumban szintén tanította a latint és görögöt. Azután Gyomán volt gyakorló orvos; később Gyulán telepedett le, ahol a kórháznál nyert alkalmazást. 1863-tól Békés megye főorvosa és a megyei kórház igazgatója volt. Budapesten hunyt el, ahol szívbaja ellen orvoslást keresett.

## Írásai
Cikkei a Gyógyászatban (1861. Általános rángó görcsök a gerinczagy edényes izgatottságából, 1862. Vérhalmaz a méh és hüvelyben ex hymene imperforato, 1873. A váltóláz és cholerajárvány); a Gyógyszerészi Hetilapban (1868. Megnyitó beszéd a békésmegyei orvos-gyógyszerész-egylet alakuló közgyűlésén, Gyulán, 1868. máj. 18.) Az 1869-ben Gyulán megindult Békésnek volt vezér- és tárczaczikkírója, mely lapban mintegy 150 czikke jelent meg és 1877-ben annak szerkesztője is volt. (1888. 35. szám, Trefort Ágoston Békésmegyében, 52-ik szám, Erkel Ferencz); írt még a Békésmegyei Hiradóba (1879. 16. sz. Wenckheim Béla báró) és a csabai Békés-megyei Közlönybe is.

## Munkái
- Az 1873. évi cholera-járvány Békésmegyében. Békés-Gyula, 1873. (A tiszta jövedelem megyebeli cholera-árvák javára fordíttatik.)
- A prostitutio kérdése. Uo. 1880.
- Gyula városi képviselőnek a gyulai képviselő-testület 1879. decz. 27. ülésében a prostitutio tárgyában tartott beszéde. Uo. 1880.
- A gyulai polgári iskolának hat osztályra leendő kiegészítése tárgyában. Uo. 1885.
- A vörheny népszerű ismertetése. Uo. 1887.
- A cholera népszerű ismertetése. Uo. 1892.

### Kéziratban
Les etranges suicide politique en France c. munka fordítása, melyet 1862-ben a Magyar Tudományos Akadémiához küldött be.